# Casa del Canto alla Catena
La casa del Canto alla Catena (o casa dell'Arte della Lana) è un edificio di Firenze, situato in via della Pergola 41, angolo via degli Alfani 32-34. Si tratta dell'edificio con stemmi sulla cantonata che dà il nome al "canto alla Catena", disegnato da Bartolomeo Ammannati. Qui vissero (su via Alfani) san Luigi Gonzaga (ricordato da una targa) e Filippo Baldinucci.

## Storia e descrizione
Le vicende relative all'edificazione di questa e della case contigue sono state così riassunte da Mazzino Fossi (1968): «Intorno al 1575 l'Ammannati ebbe l'incarico di costruire tre case per conto dell'Arte della Lana, sull'angolo di via della Pergola e via Alfani dopo l'antico Tiratoio. Le due case su via degli Alfani furono terminate nel 1577, quella su via della Pergola nel 1584. È una unica costruzione a tre piani di notevole interesse per quanto riguarda una casa di civile abitazione del XVI secolo. Ha due facciate differenti: una più importante su via degli Alfani, l'altra, più semplice, su via della Pergola... Anche recentemente l'edificio è stato restaurato».
Così Gian Luigi Maffei (che pubblica i rilievi delle piante e dei prospetti della consistenza attuale delle case): «Sono tre case a schiera di passo modulare accresciuto (circa sette metri) di cui quella d'angolo è una variante sincrona tipica. La planimetria delle tre case si presenta a due cellule più loggia con scala ortogonale al fronte nella prima cellula le prime due e scala a doppia rampa con accesso dal percorso secondario la terza; corpi avanzati saturano il lotto edilizio lasciando una corte intermedia comune aeroilluminante; i due piani superiori sono gerarchizzati e un mezzanino è interposto tra questi e il piano terra; i prospetti principali su via degli Alfani presentano tre finestre per piano e tre aperture al piano terra ciascuno. L'intervento di B. Ammannati sembra essenzialmente mirato alla ristrutturazione della facciata allo scopo di fare apparire il più possibile le tre case come se fossero un palazzo: gli elementi decorativi e stilistici semplificati, la ripetizione ritmica delle nove bucature per piano, il forte spigolo bugnato all'angolo con via della Pergola, la continuità dell'ampio sporto di gronda sono i mezzi compositivi che l'architetto manierista ha impiegato a questo scopo ottenendo anche una gerarchia reciproca dei due prospetti con l'uso degli stessi impoveriti e rarefatti sul percorso secondario».

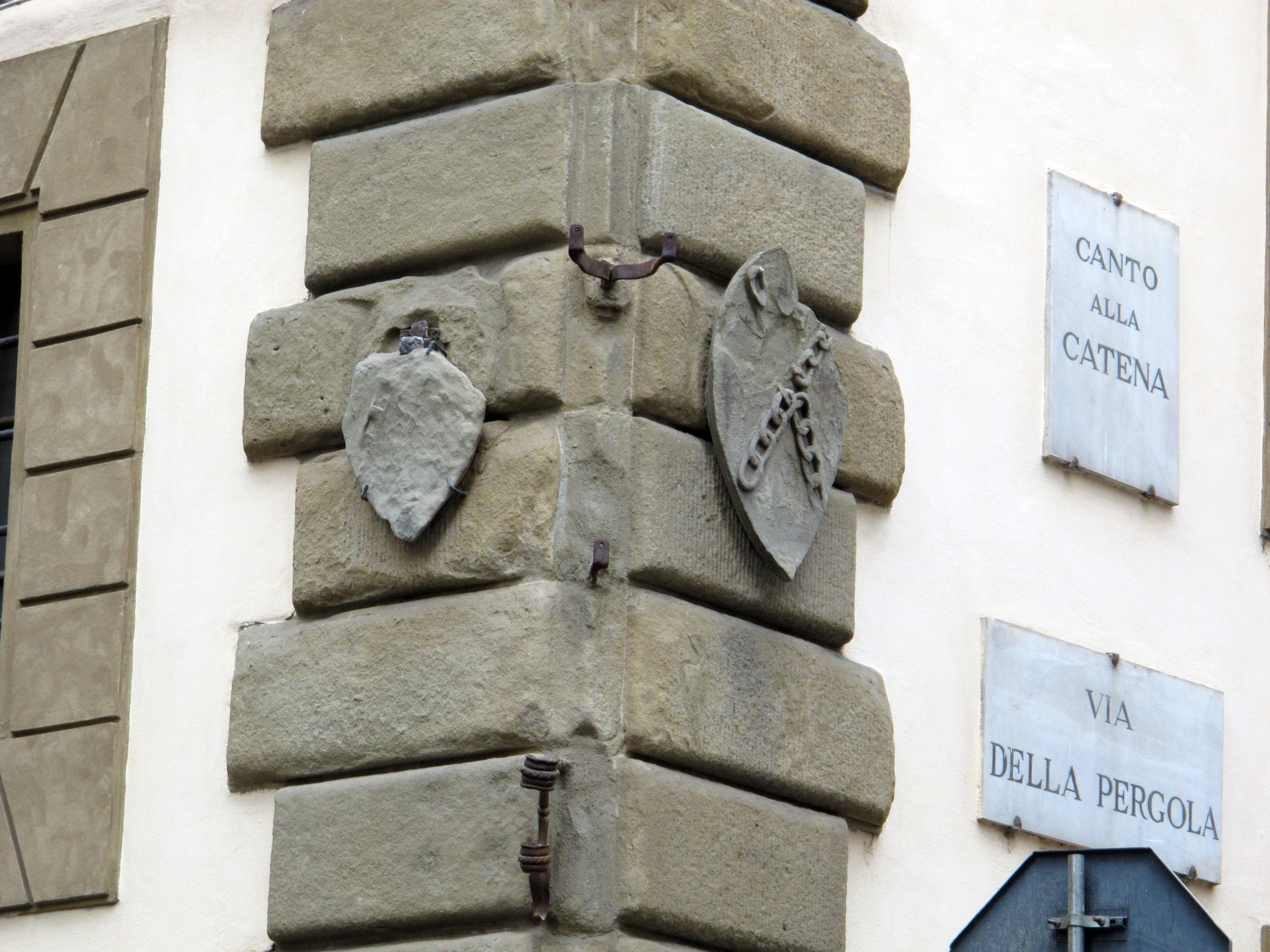
Canto alla Catena

Per quanto riguarda la fortuna critica della fabbrica, Federico Fantozzi (1842) così commentava nella sua guida del 1842: «...la decorazione esterna è semplice e regolare, ma le finestre sembrano troppo spesse, e quelle del primo piano troppo pesanti; l'interno però è ben repartito e giudiziosamente provvisto di lumi». Sicuramente il pessimo stato di conservazione che ha caratterizzato il complesso negli ultimi decenni non ha giovato ad una sua valutazione, anche a causa dei rifacimenti in malta di calce di molti elementi originariamente in pietra. Da notare, tuttavia, come qui ricorrano gli stessi elementi e motivi già propri del vicino palazzo Giugni, ovviamente semplificati e ridotti a tono decisamente minore.
Sulla cantonata (canto alla Catena) è in basso uno scudo (dei due originari) con l'arme della famiglia Alberti, a ricordare come a questi si dovesse la costruzione, nel 1372, dell'ospedale detto d'Orbatello, che un tempo dava il nome al tratto di strada da qui a via della Colonna. Più in alto è un grande scudo con l'insegna dell'Arte della Lana. Qui vicino, sul lato di via della Pergola, si trova anche una memoria dell'alluvione di Firenze del 1966. Sulla porta che guarda su via della Pergola (lato dal quale si apprezza un volume in soprelevazione già a loggia) è poi un modestissimo stemma dei Gherardini (di rosso a tre fasce di vaio).
Su via degli Alfani 34 l'edificio, non fosse per la diversa tinteggiatura che a lungo lo ha caratterizzato, si presenta come logica prosecuzione della casa. Anche in questo caso la fortuna dell'edificio nelle guide cittadine è legata soprattutto all'identificazione della casa con quella abitata da san Luigi Gonzaga, che vi risiedette per un po' a otto anni, nel 1576, col padre Ferrante Gonzaga di Castiglione delle Stiviere e il fratello minore Rodolfo a causa di un'epidemia nel suo feudo. Qui a Firenze rimase affascinato dai vicini Padri serviti della Santissima Annunziata, in cui fece poi voto di perpetua verginità. A lui si riferisce la lunga iscrizione sulla lapide posta al centro del fronte, già trascritta e commentata da Francesco Bigazzi, e il dipinto di Giovanni Battista Arrighi che, chiuso da una cornice circolare in pietra, lo ritrae mentre medita davanti al crocifisso. Sull'identificazione della casa si veda anche l'esteso resoconto frutto delle ricerche archivistiche intraprese da Filippo Baldinucci (al tempo residente proprio nell'edificio al numero 34) che l'erudito espone nelle sue Notizie dei professori del disegno.
Tra il 2009 e il 2010 il complesso è stato oggetto di un intervento volto al ripristino delle coperture e delle facciate. L'edificio appare nell'elenco redatto nel 1901 dalla Direzione Generale delle Antichità e Belle Arti, quale edificio monumentale da considerare patrimonio artistico nazionale.

### La lapide
Al 34 si trova la lapide dedicata a san Luigi Gonzaga, con il dipinto di Giovanni Battista Arrighi che, chiuso da una cornice circolare in pietra, lo ritrae mentre medita davanti al Crocifisso.
| BEATI ALOYSII GONZAGAE SOC. IES. SIMVLACRVM ASPICE VIATOR: ET LOCVM VBI STETERVNT PEDES EIVS ANIMO VENERABVNDVS EXOSCVLARE HIC NOVENNI PVER TYROCI NIA POSVIT SANCTITATIS, ET SI ILLVM REGIA AVLA, ET FLORENTISSIMA NOSTRA CIVITAS MIRATA EST VIRGINI AB ANGELO SALVTATAE ILLIBATVM VIRGINITATIS FLOREM OFFERENTEM: DOMVS HAEC, QVAM TANTVS HOSPES IMPLEVIT, IPSVM EXIMIAE RELIGIONIS CVLTV IN TAM TENERA AETATE FOVISSE GLORIATVR: NEVE TAM AVGVSTVM DOMVS HVIVS, ET VRBIS PEREAT DECVS, MONVMENTVM HOC POSITVM FVIT SER. COS. III M. D. ETR. REGNANTE AN. SAL. MDCLXXXVIII |

La traduzione è: «Guarda o viandante, l'immagine del beato Luigi Gonzaga della Compagnia di Gesù e bacia con animo riverente il luogo ove posarono i suoi piedi. Fanciullo di nove anni egli fece qui il noviziato della sua santità. E se la Corte e la nostra fiorentissima città lo ammirarono mentre offriva alla Vergine Annunziata il fiore purissimo della sua castità, questa casa, dove dimorò un così famoso ospite, si onora di averlo custodito in sì tenera età nella pratica della santa religione. E perché non perisca così grande onore di questa casa e della città, fu posto questo monumento regnando il Serenissimo Cosimo III granduca di Toscana, l'anno di grazia 1688.»

## Bibliografia

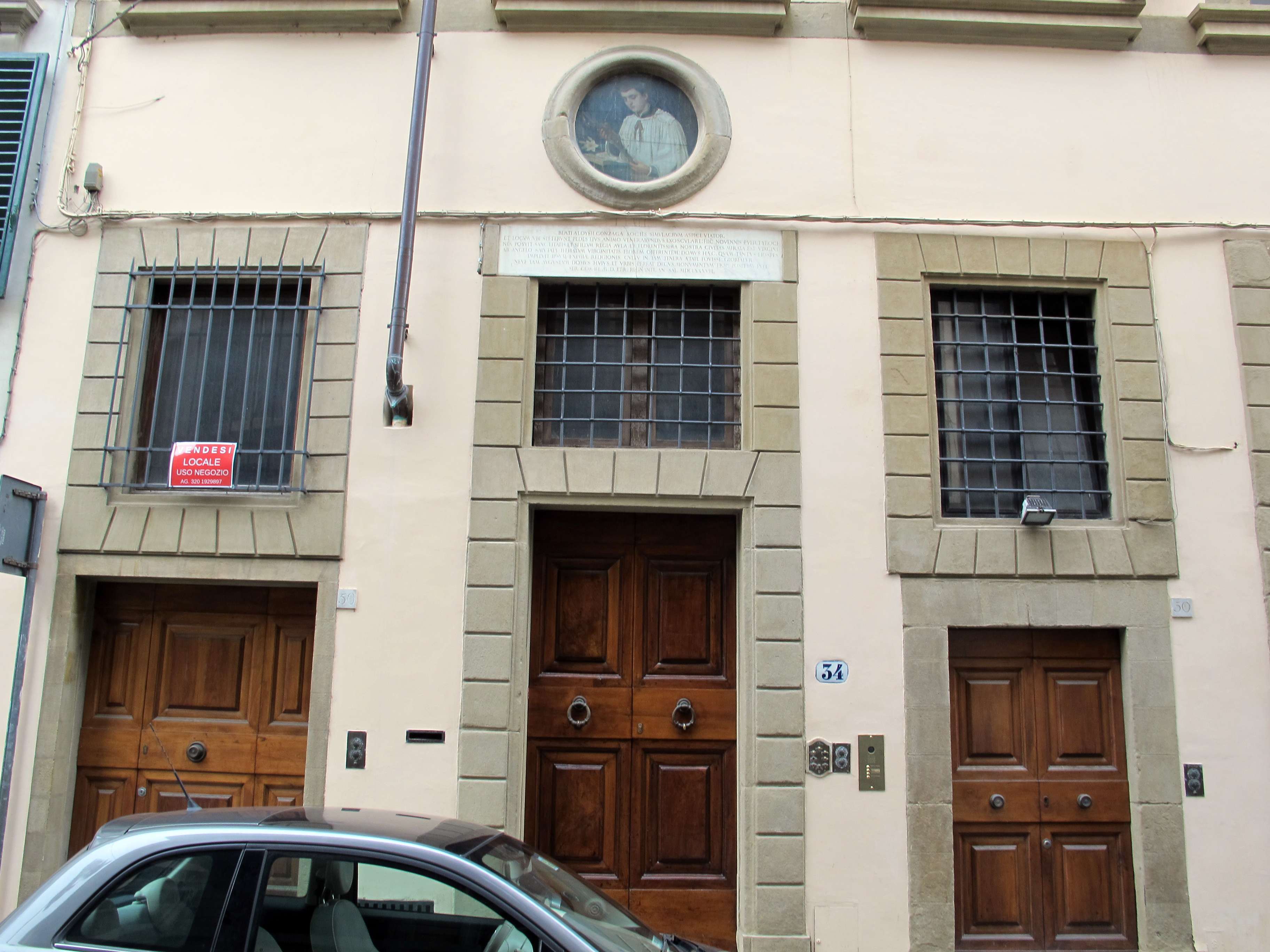
La memoria di Luigi Gonzaga